# Воля-Кукальська
Воля-Кукальська (пол. Wola Kukalska) — село в Польщі, у гміні Хинув Груєцького повіту Мазовецького воєводства.
Населення — 152 особи (2011).
У 1975-1998 роках село належало до Радомського воєводства.

## Демографія
Демографічна структура станом на 31 березня 2011 року:
|          | Загалом | Допрацездатний вік | Працездатний вік | Постпрацездатний вік |
| -------- | ------- | ------------------ | ---------------- | -------------------- |
| Чоловіки | 82      | 19                 | 55               | 8                    |
| Жінки    | 70      | 13                 | 41               | 16                   |
| Разом    | 152     | 32                 | 96               | 24                   |